# Las Higueras
Las Higueras é um município da província de Córdova, na Argentina.